# Енді Блек (футболіст)
Ендрю «Енді» Блек (англ. Andrew «Andy» Black; 23 вересня 1917, Стерлінг, Шотландія — 16 жовтня 1989, Баннокберн) — шотландський футболіст, що грав на позиції нападника.
Виступав, зокрема, за клуби «Гарт оф Мідлотіан» та «Манчестер Сіті», а також національну збірну Шотландії.

## Клубна кар'єра
У дорослому футболі дебютував 1934 року виступами за команду клубу «Гарт оф Мідлотіан», в якій провів п'ять сезонів, взявши участь у 136 матчах чемпіонату. Більшість часу, проведеного у складі «Гарт оф Мідлотіан», був основним гравцем атакувальної ланки команди. У складі «Гарт оф Мідлотіан» був одним з головних бомбардирів команди.
Протягом сезону 1943—1944 захищав кольори команди клубу «Ліверпуль».
Своєю грою за останню команду привернув увагу представників тренерського штабу клубу «Манчестер Сіті», до складу якого приєднався 1946 року. Відіграв за команду з Манчестера наступні чотири сезони своєї ігрової кар'єри. Граючи у складі «Манчестер Сіті» також здебільшого виходив на поле в основному складі команди. У новому клубі відзначався в середньому щонайменше у кожній третій грі чемпіонату.
Завершив професійну ігрову кар'єру у клубі «Стокпорт Каунті», за команду якого виступав протягом 1950—1953 років.

## Виступи за збірну
1937 року дебютував в офіційних матчах у складі національної збірної Шотландії. Протягом кар'єри у національній команді, яка тривала два роки, провів у формі головної команди країни 3 матчі, забивши 3 голи.

## Досягнення
- Найкращий бомбардир чемпіонату Шотландії:

1937–1938 (40)